# Vương Ban
Vương Ban (chữ Hán: 王颁) là tướng lĩnh nhà Tùy trong lịch sử Trung Quốc. Nhằm báo mối thù giết cha, ông đào mộ, đốt thi hài của Trần Vũ đế, lấy tro khuấy nước để uống.

## Thân thế
Nhà họ Vương là thành viên nhánh Ô Hoàn của sĩ tộc họ Vương ở huyện Kỳ quận Thái Nguyên .  Ban tự Cảnh Ngạn, là con trai thứ của Thái úy, Vĩnh Ninh quận công Vương Tăng Biện nhà Lương, từ nhỏ có tính khẳng khái, tài kiêm văn võ.  
Vương Tăng Biện đem quân bình định Hầu Cảnh, để Ban ở lại Giang Lăng làm con tin. Giang Lăng thất thủ (555), Ban bị bắt sang Tây Ngụy. Cùng năm, Ban nghe tin cha bị Trần Bá Tiên giết thì gào khóc đến ngất đi, một lúc sau tỉnh lại, tiếp tục khóc không dứt tiếng. Ban trở nên tiều tụy gầy gò, lập chí báo thù. Sau khi trở lại làm việc, Ban luôn ăn mặc sơ sài, ngủ trên cỏ khô. Bắc Chu Minh đế khen ngợi, triệu Ban làm Tả thị thượng sĩ, dần thăng đến Hán Trung thái thú, rồi bái làm Nghi đồng tam tư.  

## Báo thù
Đầu đời Tùy, Ban được xét công Bình Man, gia chức Khai phủ, phong tước Xà Khâu huyện công. Ban hiến kế diệt Trần, Tùy Văn đế lấy làm lạ, triệu kiến ông. Ban trình bày xong thì sụt sùi, khiến đế cảm động. Đến khi triều đình cử đại quân đánh nhà Trần (588), Ban tự xin tham gia, soái vài trăm lính, theo Hàn Cầm Hổ làm tiên phong. Trong đêm vượt sông, Ban bị thương, sợ không thể tiếp tục chiến đấu, buồn bã khóc nghẹn. Ban ngủ mơ thấy mình được người ta trao thuốc, khi thức dậy thì vết thương không còn đau nữa. Người đời cho là Ban có hiếu khiến trời cảm động.  
Sau khi diệt được nhà Trần, Ban bí mật vời sĩ tốt của cha, được hơn ngàn người, nhìn nhau mà khóc. Có kẻ đề nghị quật mồ Trần Vũ đế, Ban dập đầu đến bật máu, thỉnh cầu mọi người giúp sức. Bọn họ đem theo cuốc xẻng, trong đêm phá lăng của Vũ đế, mở quan tài, thấy thi hài của ông ta còn nguyên vẹn. Ban bèn đốt thây lấy tro, khuấy nước mà uống. Việc xong, Ban tự trói mình, nhận tội với chủ soái là Tấn vương Dương Quảng. Dương Quảng dâng biểu trình bày, Tùy Văn đế xá tội không hỏi. Triều đình xét công, Ban sắp được gia chức Trụ quốc, thưởng 5000 tấm lụa; ông cố từ chối, Văn đế đồng ý. Ban được bái làm Đại Châu thứ sử, ở chức có thành tích rất tốt. Về sau mẹ mất nên Ban rời chức, rồi được bái làm Tề Châu thứ sử. Ban mất khi đang ở chức, không rõ khi nào, hưởng thọ 52 tuổi.  